# Peperomia parva
Peperomia parva är en pepparväxtart som beskrevs av William Trelease. Peperomia parva ingår i släktet peperomior, och familjen pepparväxter. Inga underarter finns listade i Catalogue of Life.